# باخرة

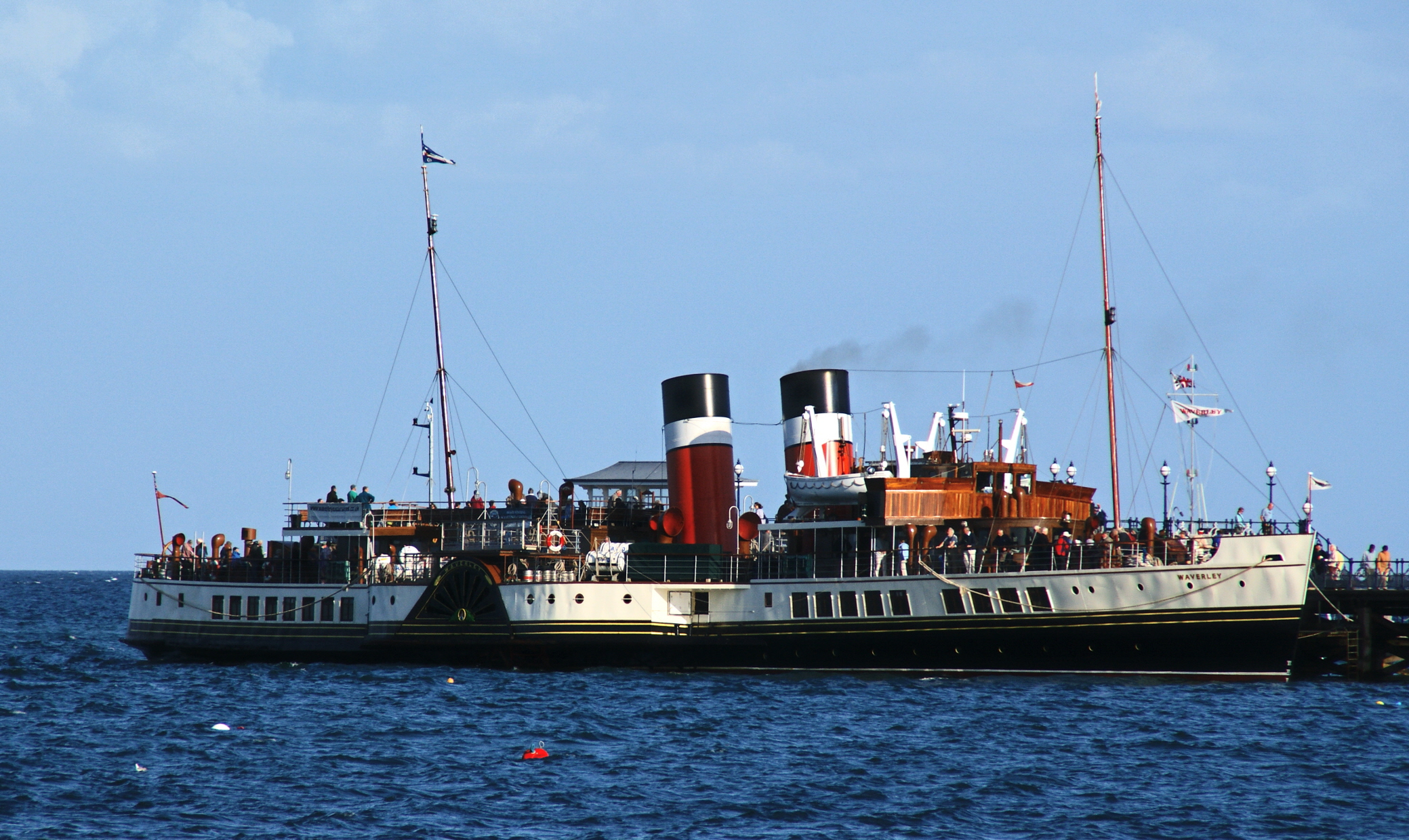
سفينة بخارية

تُعرف الباخرة بأنها نوع من السفن التي تعمل بالبخار، وعادة ما تكون صالحة للإبحار في المحيطات، وتدفعها محركات بخارية واحدة أو أكثر تعمل عادةً على تحريك (إدارة) المراوح أو عجلات التجديف. دخلت أولى السفن البخارية الاستخدام العملي خلال أوائل القرن التاسع عشر؛ ومع ذلك، كانت هناك استثناءات جاءت قبل ذلك. تستخدم السفن البخارية عادةً تسميات البادئة "PS" للباخرة ذات المجاديف أو "SS" للباخرة اللولبية (التي تستخدم مروحة أو لولبًا). ومع قلة انتشار البواخر ذات المجاديف، يفترض الكثيرون بشكل غير صحيح أن "SS" تعني "سفينة بخارية". تستخدم السفن التي تعمل بمحركات الاحتراق الداخلي بادئة مثل "MV" للسفن ذات المحركات، لذلك ليس من الصحيح استخدام "SS" لمعظم السفن الحديثة.
نظرًا لأن السفن البخارية أصبحت أقل اعتمادًا على أنماط الرياح، فقد انفتحت طرق تجارية جديدة. وُصفت السفينة البخارية بأنها "المحرك الرئيسي للموجة الأولى من العولمة التجارية (1870-1913)" وساهمت في "زيادة التجارة الدولية بشكل غير مسبوق في تاريخ البشرية".